# Ryl'skij rajon
Il Ryl'skij rajon (in russo Рыльский район?) è un rajon dell'Oblast' di Kursk, nella Russia europea; il capoluogo è Ryl'sk. Fondato nel 1928, ricopre una superficie di 1.505,02 chilometri quadrati.